# Астон (видавництво)
ТОВ «Астон» — українське видавництво, розташоване в Тернополі. Спеціалізується на випуску підручників для загальноосвітніх навчальних закладів по всій території України.

## Історія
ТОВ «Астон» засноване 8 липня 1991 року в місті Тернополі. Метою заснування було — забезпечення потреб читачів в альтернативній літературі: від історичної та релігійно-духовної література до гороскопів і сонників. Книги виходили накладами 10 000 — 50 000 примірників.
У середині 1990-х років видавництво почало видавати нові підручники для загальноосвітніх закладів. З того часу основним напрямом видавництва став освітній.
Видавництво неодноразово перемагало у всеукраїнських конкурсах з видання підручників для загальноосвітніх шкіл.

## Відзнаки
Книги відзначені на обласних та всеукраїнських оглядах-виставках і конкурсах, зокрема,
- перше місце у номінації «Лідер галузі 2015» в Тернопільській області серед п'яти підприємств за сумою 4-х номінацій фінансово-господарської діяльності.